# آلیتالیا سیتی‌لاینر
آلیتالیا سیتی‌لاینر (به انگلیسی: Alitalia CityLiner) یک شرکت هواپیمایی با کد یاتا AZ است که در تاریخ ۲۰۰۶ میلادی تأسیس شده و در تاریخ ۷ ژوئن ۲۰۰۶ فعالیتش را آغاز کرده‌است. دفتر مرکزی آلایتالیا سیتی‌لاینر در رم، لاتزیو، ایتالیا واقع شده‌است و قطب این شرکت هواپیمایی در فرودگاه لئوناردو دا وینچی-فیومیچینو قرار دارد.